# Instauration
Unter einer Instauration versteht man die Wiedereinführung einer Institution, insbesondere des Königtums einer Dynastie.
Im Gegensatz zu einer Restauration handelt es sich hierbei um eine Institution, die nicht mehr üblich ist oder die ihr Ansehen verloren hat.
Das bekannteste Beispiel einer Instauration war die Wiedererrichtung des Königtums in Spanien 1947 (Ausrufung der Monarchie) bzw. 1969 (Bestellung von Juan Carlos zum Nachfolger Francisco Francos im Amt des Staatsoberhaupts) und 1975 (Inthronisierung König Juan Carlos’ I. nach Francos Tod). Obwohl es Franco entgegen seinen erkennbaren Bestrebungen letztlich nicht gelang, eine eigene Dynastie zu gründen, hatte er erfolgreich durchgesetzt, den Übergang als Instauration zu vollziehen, da er nach seiner Vorstellung nicht einfach die Monarchie alten Musters wiederherstellen durfte (was bedeutet hätte, dass seine eigene Herrschaft im Sinne des wiederhergestellten Königtums eine geringere Legitimität besessen hätte), sondern eine neue Institution schuf, die sich nach den Prinzipien des von ihm begründeten franquistischen Staats zu richten haben sollte.